# 等待你看到我的笑脸
等待你看到我的笑脸（英語：Wait Til You See My Smile）收录于美国节奏蓝调歌手艾莉西亚·凯斯第四张录音室专辑《无限元素》中。艾丽西亚与自己的现任丈夫SWIZZ BEATZ共同创作了这首歌曲来回应当时媒体的流言蜚语。这首歌曲于2010年12月13日通过数字下载形式在英国等少数欧洲国家发行。作为艾莉西亚这张的第六首打榜单曲，英国的第四首打榜单曲。

## 乐评与流行文化
艾莉西亚对自己的演唱评价道：这首歌很带劲，鼓声做得强劲到位，反之我的声音太脆弱和纤细。有的歌迷觉得等待你看到我的笑脸像是journey或者coldplay的歌曲，而艾丽西亚则表示她唱出了自己的味道。娱乐周刊认为这首歌引起了纯净甜蜜的感觉。在热门美剧实习医生格蕾第六季的State of Love and Trust一集中出现了这首歌曲。这首歌曲也是艾丽西亚无限元素巡演的必唱曲目之一。

## 音乐录影带
这首歌的音乐录影带采取了向全球歌迷征集创意的方式来决出最后的获胜者作为官方的音乐录影带用于宣传。共有一万两千部作品参与了这次活动，最后由艾丽西亚本人选出的获胜者是来自新西兰一位歌迷的参赛作品，这部作品表达的主题是：在生活中，我们应该停止扮演角色，做回原来的自己。自由不是每个人都可以获得的，但是他可以给予人们战胜一切的决心。这个MV很好的表达了艾丽西亚创造这首歌曲的初衷。

## 曲目列表
1. Wait Til You See My Smile (UK Radio Edit) - 3:11
2. Un-thinkable (I'm Ready) (Remix featuring Drake) - 4:42

## 人事
制作：Alicia Keys，Jeff Bhasker
人声：Alicia Keys
钢琴：Alicia Keys
合成器：Alicia Keys，Jeff Bhasker
电子琴：Jeff Bhasker
鼓编程：Patrick "Plain Pat" Reynolds
真鼓：Steve Wolf
录制制作人： Ann Mincieli
制作助理：Valente Torres, Miki Tsutsumi, Val Brathwaite
混音：Manny Marroquin

混音助理： Erik Madrid